# Worcester

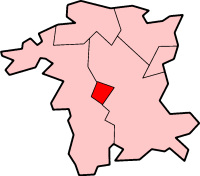
Localização de Worcester no condado.

Worcester ou Vigórnia (pronúncia em inglês: AFI: [ˈ|w|ʊ|s|t|ɚ] áudioⓘ é uma cidade inglesa localizada no condado de Worcestershire, região de Midlands Ocidental. Está distante 48 km de Birmingham e 47 km de Gloucester. A população da cidade em 2006 era de 93.400 habitantes, segundo estimativas daquele ano.
Uma grande atração da cidade é a Catedral de Worcester.